# Vladimir Valdivia

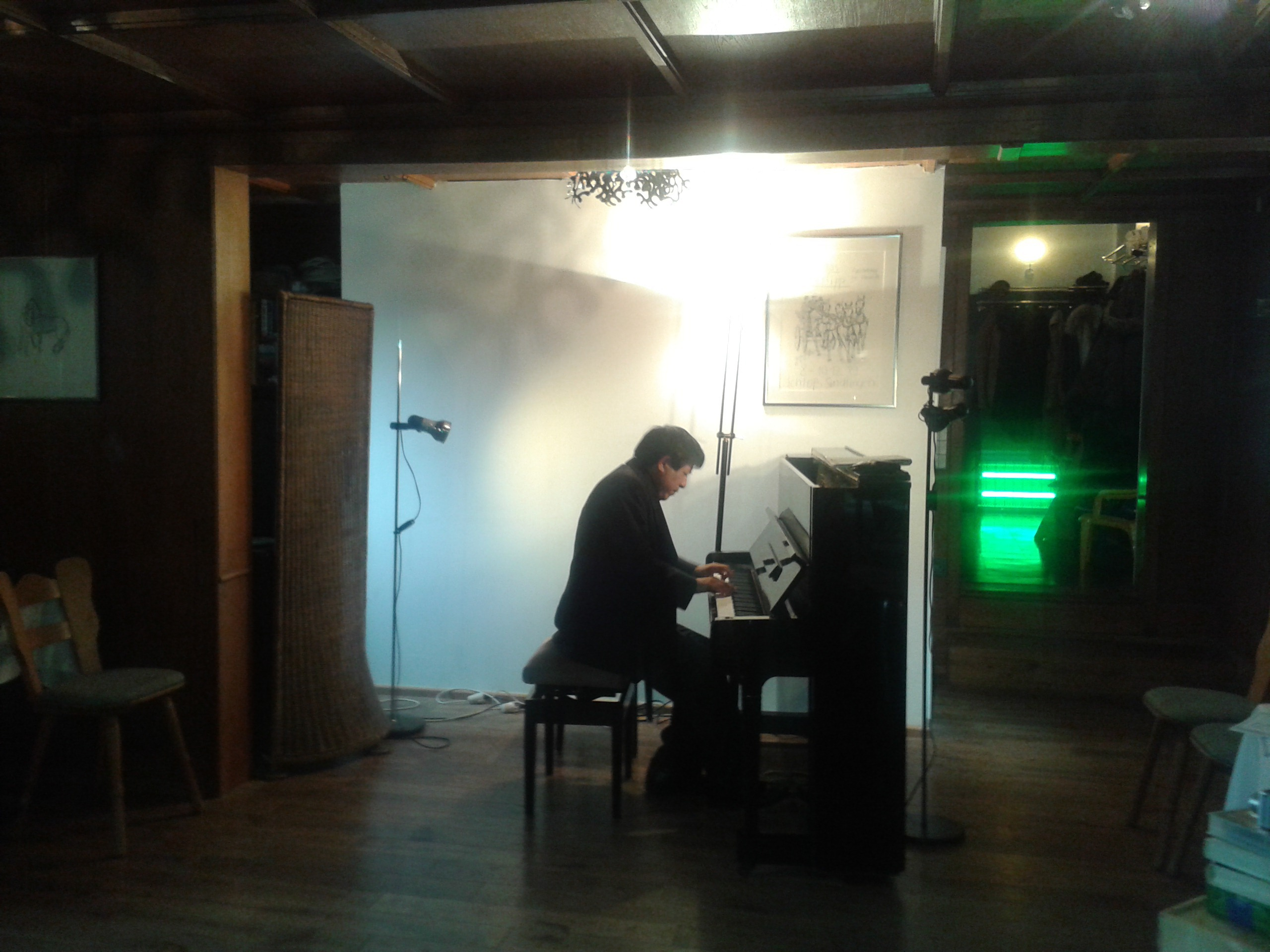
Vladimir Valdivia (2013)

Vladimir Valdivia (* 1970 in Lima) ist ein peruanischer Pianist.

## Werdegang
Geboren und aufgewachsen in Lima, besuchte Valdivia im Alter von fünf Jahren das dortige Nationale Konservatorium für Musik. In diesen Jahren gab er schon Konzerte in Brasilien, Chile, Ecuador und Peru. Im Jahre 1988 schloss er seine dortige musikalische Ausbildung mit Auszeichnung und einer Goldmedaille ab.
Ein Jahr später besuchte er zum ersten Mal Deutschland und wurde Mitglied der Meisterklasse von Ludwig Hoffmann. Danach belegte er weitere Meisterkurse bei Vladimir Krainiev, Bruno Leonardo Gelber und Jerome Ros. Valdivia, spielte als Solist in namhaften Orchestern wie den Münchner Symphonikern, dem Collegium Musicum Bonn, den Prager Symphoniker, dem Karlsbad Symphonie-Orchester, dem Georgischen Kammerorchester und dem Symphonie-Orchester in Kamakura und Kyoto (Japan). Er beherrscht nahezu das gesamte musikalische Repertoire eines Konzertpianisten und trat seit 1990 auf der ganzen Welt, in allen wichtigen Konzertorten wie u. a. der Philharmonie Berlin, der Stuttgarter Liederhalle und dem Münchner Herkulessaal auf.
Valdivia lebt in Stuttgart.

## Preise und Stipendien
- Stipendium des Deutschen Akademischen Austauschdienstes, 1990
- Gewinner des Wettbewerbes für Radioaufnahmen des Bayerischen Rundfunks, 1991
- Gewinner des Wettbewerbes für Radioaufnahmen des Hessischen Rundfunks, 1991